# Kobilje (Brus)
Kobilje (Servisch cyrillisch Кобиље) is een plaats in de Servische gemeente Brus. De plaats telt 496 inwoners (2002).